# Fermín López
Fermín López Marín (ur. 11 maja 2003 w El Campillo) – hiszpański piłkarz, występujący na pozycji pomocnika w hiszpańskim klubie FC Barcelona oraz w reprezentacji Hiszpanii. Mistrz Europy 2024 i złoty medalista Igrzysk Olimpijskich 2024.

## Kariera klubowa

### Wczesna kariera
Urodzony w El Campillo, López rozpoczął grę w piłkę nożną w lokalnym klubie CD FB El Campillo, a następnie grał w Recreativo de Huelva, zanim w 2012 roku przeniósł się do Realu Betis.
W lecie 2016 roku przeszedł do akademii juniorskiej FC Barcelony.

### FC Barcelona

#### Sezon 2022–23: Wypożyczenie do Linares
W dniu 19 sierpnia 2022 roku podpisał profesjonalny kontrakt z FC Barcelona Atlètic na dwa lata do 2024 roku, po czym natychmiast został wypożyczony do Linares Deportivo w Primera Federación na sezon 2022–23.
Jego debiut w seniorskim zespole miał miejsce dziewięć dni później, gdy wystąpił w wygranym 2–0 meczu u siebie z Mérida AD.
30 października 2022 roku zdobył pierwszą bramką w wygranym 2–1 spotkaniu na wyjeździe przeciwko CF Rayo Majadahonda.
Zakończył kampanię z 12 golami w 40 występach ogółem, będąc niekwestionowanym podstawowym zawodnikiem Linares.

#### Sezon 2023–24: Debiut w pierwszym zespole i regularne występy
Po udanych występach na treningach w Barcelonie i na wypożyczeniu w  Linares przed sezonem, został powołany do seniorskiego składu na letnie przygotowania w lipcu 2023 roku. 
29 lipca 2023 roku zyskał międzynarodowe uznanie po świetnym występie dla Barcelony, zdobywając gola i asystując przy trzecim golu w zwycięstwie 3–0 w towarzyskim meczu nad Realem Madryt. Po meczu Xavi potwierdził, że López pozostanie w seniorskim składzie na sezon 2023–24.
27 sierpnia 2023 roku zadebiutował w La Liga dla Barcelony, w zwycięstwie 4–3 na wyjeździe nad Villarrealem CF.
Dwa dni później podpisał nowy kontrakt w klubie do 30 czerwca 2027 roku, z klauzulą wykupu w wysokości 400 milionów euro. 10 września zadebiutował oficjalnie w Barcelonie Atlètic po uzyskaniu zgody Xaviego na grę dla nich.
Później powrócił do składu pierwszego zespołu i zadebiutował w Lidze Mistrzów, 19 września wchodząc z ławki rezerwowych w miejsce Gaviego w 58. minucie meczu, który zakończył się zwycięstwem 5–0 u siebie nad Royal Antwerp w fazie grupowej.
Tydzień później, w wyjazdowym meczu z RCD Mallorcą, strzelił swojego pierwszego gola dla Barcelony oraz pierwszego gola w La Liga: po wejściu na boisko jako zmiennik w 64. minucie, przy stanie 2–1 na korzyść przeciwnika, wyrównał wynik w 75. minucie, ustalając ostateczny wynik na 2–2.
25 października 2023 roku zdobył gola w swoim występie w Lidze Mistrzów w wygranym 2–1 meczu z Szachtarem Donieck, za co został także wybrany najlepszym zawodnikiem meczu.
17 marca 2024 roku w 65 minucie strzelił bramkę, na 3-0 w ligowym spotkaniu, przeciwko Atlético Madryt po asyście Roberta Lewandowskiego.

## Kariera reprezentacyjna
13 października 2023 roku został powołany do towarzyskiego meczu w reprezentacji Hiszpanii U-21, przeciwko reprezentacji Kazachstanu U-21. Uczestnik eliminacji do mistrzostw Europy U-21 w 2025 roku. Zdobywca bramki w meczu przeciwko Węgrom.
27 marca 2024 roku zostało ogłoszone jego powołanie do 29-osobowej kadry Hiszpanii na Mistrzostwa Europy 2024. Wraz z Reprezentacją Hiszpanii zdobył złoty medal na Letnich Igrzyskach Olimpijskich 2024, grając w sześciu meczach. Podczas igrzysk zaliczył asystę i strzelił 6 goli, w tym dwa w meczu finałowym.

## Sukcesy

### FC Barcelona
- Mistrzostwo Hiszpanii: 2024/2025
- Superpuchar Hiszpanii: 2024/2025
- Puchar Króla: 2024/2025